# 敬宗 (唐)
敬宗（けいそう）は、唐朝の第16代皇帝。穆宗の長男。

## 生涯
12歳で景王となり、翌年に皇太子となる。穆宗の崩御により16歳で即位した。即位に際しては宦官より幼少であることを理由に郭太后へ摂政が要請されたが、郭太后は宰相による輔弼を命じ、前漢より続いた外戚政治に終止符が打たれた。
しかし敬宗が用いた人材は、宦官の王守澄と結託した李逢吉であり、敬宗が幼少であることを利用し政敵を一掃している。粛清された官僚が無実であったことを穆宗の手文庫より知った敬宗は、朝政より距離を置き、ポロや角力、夜猟などの遊興にふけった。敬宗の角力好きによって臣下から多くの力士が献上されたが、力士は皇帝の寵愛を利用して宦官たちを迫害した。これに不満を持った宦官の劉克明らによって、敬宗は寝所で暗殺された。享年19。

## 宗室
- 側室：郭貴妃
  - 長男：晋王 李普（悼懐太子）
  - 四男：紀王 李言揚
- 生母不詳の子女
  - 次男：梁王 李休復
  - 三男：襄王 李執中
  - 五男：陳王 李成美

## 登場作品
- 皇帝と私の秘密〜櫃中美人〜（中国語版）（2018年、中国、演：王天斉）